# Riu de Bellestar
El riu de Bellestar és un corrent fluvial de l'Alt Urgell, que neix a uns 1.300 metres, desembocant al riu d'Aravell.